# Falaba (Distrikt)
Falaba ist seit Mitte 2017 ein Distrikt in der Provinz Northern in Sierra Leone. Er ging durch Teilung des Distriktes Koinadugu hervor. Er hat (Stand 2021) 166.205 Einwohner in 13 Chiefdoms. Falaba untergliedert sich weiterhin in vier Wahlkreise und 18 Wards.
Verwaltungssitz ist Bendugu.